# Timo Alakotila
Timo Alakotila, född 15 juli 1959 i Hattula, är en finländsk kompositör, arrangör och musiker.
Timo Alakotilas arbetsfält sträcker sig från finsk folkmusik till tango av mer eller mindre finskt snitt med en del jazziga influenser. Han är sedan många år samarbetspartner till dragspelaren Maria Kalaniemi i såväl duo- och trioformat som i gruppen Aldargaz, där han spelar piano. Denna musik är svår att kategorisera, men på grund av folkmusikinfluenserna brukar den gå under etiketten folkmusik. Som mer ren folkmusiker är hans mest kända insats som tramporgelspelare i spelmansgruppen JPP, vars musikaliska rötter finns i Kaustby. Han ingår även i den något yngre ensemblen Troka, samt i en trio tillsammans med Arto Järvelä och svensken Hans Kennemark. Hans tangoprojekt Unto Tango Orchestra (Tango-orkesteri Unto) är uppkallad av en av de stora männen inom finsk tango spelar främst Alakotilas arrangemang av finsk tango men gör utvikningar till exempelvis franska visor.
Bland hans mer ambitiösa verk som kompositör finns Folk Moods West för storband, gitarr och dragspel. Han har även skrivit en konsert för dragspel och orkester, samt 2004 musik till en kosert med BBC Concert Orchestra, JPP och Maria Kalaniemi.
Alakotila arbetar även som lärare på Sibelius-Akademin samt på en pop och jazz-högskola i Helsingfors, och undervisar i komposition, arrangemang, musikteori, improvisation, tramporgel och piano.